# Рингсакер
Рингсакер (норв. Ringsaker) — коммуна в губернии Хедмарк в Норвегии. Административный центр коммуны — город Брюмунддал. Официальный язык коммуны — букмол. Население коммуны на 2007 год составляло 32 144 чел. Площадь коммуны Рингсакер — 1281,08 км², код-идентификатор — 0412.

## История населения коммуны
Население коммуны за последние 60 лет.

Статистика коммуны Рингсакер

## Спорт
На территории коммуны располагается крупный горнолыжный центр и курорт Шушёэн.